# Wadowice Górne (gemeente)
De gemeente Wadowice Górne is een landgemeente in het Poolse woiwodschap Subkarpaten, in powiat Mielecki. in het westen grenst z województwem małopolskim.
De zetel van de gemeente is in Wadowice Górne.
Op 30 juni 2004 telde de gemeente 7247 inwoners.

## Oppervlakte gegevens
In 2002 bedroeg de totale oppervlakte van gemeente Wadowice Górne 87,16 km², waarvan:
- agrarisch gebied: 81%
- bossen: 8%

De gemeente beslaat 9,9% van de totale oppervlakte van de powiat.

## Demografie
Stand op 30 juni 2004:
| Omschrijving                   | Totaal | Totaal | Vrouwen | Vrouwen | Mannen | Mannen |
| ------------------------------ | ------ | ------ | ------- | ------- | ------ | ------ |
| eenheid                        | aantal | %      | aantal  | %       | aantal | %      |
| inwoners                       | 7247   | 100    | 3569    | 49,2    | 3678   | 50,8   |
| bevolkingsdichtheid (inw./km²) | 83,1   | 83,1   | 40,9    | 40,9    | 42,2   | 42,2   |

In 2002 bedroeg het gemiddelde inkomen per inwoner 1263,65 zł.

## Administratieve plaatsen (sołectwo)
Grzybów, Izbiska, Jamy, Kawęczyn, Kosówka, Piątkowiec, Przebendów, Wadowice Dolne, Wadowice Górne, Wampierzów, Wierzchowiny, Wola Wadowska, Zabrnie.

## Overige plaatsen
Borowina, Granica, Koniec, Podlesie.

## Aangrenzende gemeenten
Czermin, Mielec, Radgoszcz, Radomyśl Wielki, Szczucin